# Christian Cappis
Christian Jaeger Cappis (Katy, 13 agosto 1999) è un calciatore statunitense, centrocampista del FC Dallas.

## Carriera

### Club

#### FC Dallas
Cappis ha iniziato a giocare nelle giovanili del Texans SC. Nel 2017, insieme al suo club, ha vinto l'US Developmental Academy U17/18 Championship 2016-2017 ed è stato eletto come "Central Conference Player of the Year".
A seguito di questi risultati, lui e Chris Richards, che facevano parte della stessa squadra, furono contattati dall'accademia dell'FC Dallas e nello stesso anno firmarono con il club. Dopo diverse buone prestazioni con le giovanili del Dallas, il club gli ha proposto di fargli firmare un contratto da professionista. Tuttavia, la MLS ha impedito ciò, a causa della Homegrown Player Rule che impedisce ai giocatori di un'accademia di firmare con società che sono distanti dalla loro città natale. Poiché Cappis proviene dalla Greater Houston, la Houston Dynamo avrebbe dovuto avere la priorità nell'ingaggiare il giocatore.

#### Hobro
Tuttavia, invece di firmare con qualsiasi squadra della MLS, Cappis ha svolto vari provini in Europa. Il 6 novembre 2018 ha firmato il suo primo contratto da professionista con l'Hobro, formazione danese militante in Superligaen. Nello stesso giorno, ha esordito in Coppa di Danimarca contro l'Odense, sostituendo Edgar Babayan al minuto 56' e fornendo un assist nella sconfitta per 4-2 della sua squadra. Il 10 febbraio 2019, Cappis ha esordito in campionato, sostituendo Martin Mikkelsen al minuto 88' nell'incontro con l'Horsens. L'8 marzo 2020 ha segnato la sua prima rete con l'Hobro.
Al termine della stagione 2019-2020, l'Hobro è retrocesso in seconda divisione. A dicembre, l'Hobro non è riuscito a rinnovare il permesso di lavoro di Cappis e ha portato alla revoca del passaporto di Cappis e all'espulsione dalla Danimarca.

#### Brøndby
Cappis nel febbraio 2021 ha firmato un contratto quadriennale con il Brøndby, altro club della massima serie danese, valido a partire dal 1º luglio 2021, poco prima dell'inizio della stagione 2021-2022. Il 18 luglio successivo ha esordito in campionato contro l'Aarhus, subentrando nel secondo tempo a Rezan Corlu nel match terminato 2-2. Il 1º agosto successivo ha segnato la sua prima rete con il Brøndby, nel pareggio per 1-1 contro il Vejle.

#### Molde
Il 1º settembre 2023 è stato ufficializzato il suo passaggio in prestito ai norvegesi del Molde: il trasferimento era già stato ratificato il giorno precedente, con il calciomercato ancora aperto.

### Nazionale
Cappis è stato convocato dalla nazionale statunitense nel gennaio 2020 per un'amichevole contro la Costa Rica, ma è rimasto in panchina. Ha ricevuto un'altra convocazione nel marzo 2021 per due amichevoli rispettivamente contro la Giamaica e l'Irlanda del Nord, entrambe giocate in Europa.

## Statistiche

### Presenze e reti nei club
Statistiche aggiornate al 1º settembre 2023.
| Stagione        | Squadra         | Campionato      | Campionato | Campionato | Coppe nazionali | Coppe nazionali | Coppe nazionali | Coppe continentali | Coppe continentali | Coppe continentali | Altre coppe | Altre coppe | Altre coppe | Totale | Totale |
| Stagione        | Squadra         | Comp            | Pres       | Reti       | Comp            | Pres            | Reti            | Comp               | Pres               | Reti               | Comp        | Pres        | Reti        | Pres   | Reti   |
| --------------- | --------------- | --------------- | ---------- | ---------- | --------------- | --------------- | --------------- | ------------------ | ------------------ | ------------------ | ----------- | ----------- | ----------- | ------ | ------ |
| nov. 2018-2019  | Hobro           | SL              | 1+6        | 0          | CD              | 1               | 0               |                    | -                  | -                  |             | -           | -           | 8      | 0      |
| 2019-2020       | Hobro           | SL              | 24+6       | 1+0        | CD              | 0               | 0               |                    | -                  | -                  |             | -           | -           | 30     | 1      |
| 2020-2021       | Hobro           | 1D              | 16+9       | 0          | CD              | 1               | 0               |                    | -                  | -                  |             | -           | -           | 26     | 0      |
| Totale Hobro    | Totale Hobro    | Totale Hobro    | 41+21      | 1+0        |                 | 2               | 0               |                    | -                  | -                  |             | -           | -           | 64     | 1      |
| 2021-2022       | Brøndby         | SL              | 17+10      | 3+1        | CD              | 4               | 2               | UCL+UEL            | 0+6                | 0                  |             | -           | -           | 37     | 6      |
| 2022-2023       | Brøndby         | SL              | 16+3       | 2+0        | CD              | 1               | 0               | UECL               | 4                  | 0                  |             | -           | -           | 24     | 2      |
| lug.-ago. 2023  | Brøndby         | SL              | 1          | 0          | CD              | 0               | 0               | -                  | -                  | -                  |             | -           | -           | 1      | 0      |
| Totale Brøndby  | Totale Brøndby  | Totale Brøndby  | 34+13      | 5+1        |                 | 5               | 2               |                    | 10                 | 0                  |             | -           | -           | 62     | 8      |
| ago.-dic. 2023  | Molde           | ES              | 0          | 0          | CN              | 0               | 0               | UEL                | 0                  | 0                  |             | -           | -           | 0      | 0      |
| Totale carriera | Totale carriera | Totale carriera | 109        | 7          |                 | 7               | 2               |                    | 10                 | 0                  |             | -           | -           | 126    | 9      |

## Palmarès

### Club

#### Competizioni nazionali
- Coppa di Norvegia: 1

Molde: 2023